# Sanseverino (cognome)
Sanseverino è un cognome di lingua italiana.

## Varianti
Sanseverini, Sansiverino.

## Origine e diffusione
Cognome tipicamente meridionale, è presente prevalentemente a Napoli, Avellino, Salerno, Bari, Taranto, Cosenza, Palermo e in Lucania.
Potrebbe derivare da un toponimo.
In Italia conta circa 767 presenze.
Le varianti Sanseverini e Sansiverino sono dovute ad errori di trascrizione e sono praticamente uniche.

## Persone
- Federico Sanseverino (1475 circa-1516) – cardinale italiano
- Ferrante Sanseverino (1507-1568) – nobile italiano, 4º principe di Salerno
- Francesco Ferdinando Sanseverino (1723-1793) – arcivescovo cattolico italiano